# Conjecture de Catalan
La conjecture de Catalan est un résultat de la théorie des nombres conjecturé en 1844 par Eugène Charles Catalan et démontré en avril 2002 par Preda Mihăilescu.
Ce théorème s'énonce de la façon suivante :
Théorème — Les deux seules puissances parfaites consécutives sont 8 et 9 (qui valent respectivement 23 et 32).
(Une puissance parfaite est un entier > 1 élevé à une puissance entière > 1, comme 64.)
En d'autres termes, la seule solution en nombres naturels de l'équation
xa − yb = 1
pour x, a, y, b > 1 est x = 3, a = 2, y = 2, b = 3.
La démonstration fait un important usage de la théorie des corps cyclotomiques et des modules de Galois.

## Historique
Catalan a formulé sa conjecture en 1844, sa résolution s'est écoulée sur 150 ans.

### Résolution de cas particuliers
En 1850, Victor-Amédée Le Besgue montre que pour tout nombre premier {\displaystyle p}, l'équation {\displaystyle x^{p}-y^{2}=1} n'a pas de solution non triviale en nombres entiers.
En 1965, Ke Zhao montre que si {\displaystyle q} est un nombre premier alors les solutions triviales {\displaystyle (q=3;x=3;y=2)} et {\displaystyle (q=3;x=-3;y=2)} sont les uniques solutions de l'équation {\displaystyle x^{2}-y^{q}=1}.

### Résolution complète
Démontré en 1976, le théorème de Tijdeman affirme que l'équation de Catalan ne possède qu'un nombre fini de solutions.
Preda Mihăilescu démontre la conjecture de Catalan en 2003, en se plaçant dans le cadre de la théorie des corps cyclotomiques et ce de manière inattendue car cette théorie est insuffisante pour résoudre d'autres équations diophantiennes comme notamment celle du grand théorème de Fermat.

## Variante: la conjecture de Pillai
La conjecture de Pillai généralise ce résultat. Elle énonce que chaque entier ne s'écrit qu'un nombre fini de fois comme différence de puissances parfaites. C'est encore un problème ouvert, qui fut proposé par S. S. Pillai en 1942, à la suite de ses travaux sur les équations diophantiennes exponentielles.
La table suivante (voir suite A103953 de l'OEIS pour le plus petit k et suite A076427 de l'OEIS pour le nombre de solutions) donne les valeurs connues en 2005 pour n< 65.
| n  | entiers k tels que k et k + n sont des puissances d'entiers | n  | entiers k tels que k et k + n sont des puissances d'entiers |
| 1  | 8                                                           | 33 | 16, 256                                                     |
| 2  | 25                                                          | 34 |                                                             |
| 3  | 1, 125                                                      | 35 | 1, 289, 1296                                                |
| 4  | 4, 32, 121                                                  | 36 | 64, 1728                                                    |
| 5  | 4, 27                                                       | 37 | 27, 324, 14348907                                           |
| 6  |                                                             | 38 | 1331                                                        |
| 7  | 1, 9, 25, 121, 32761                                        | 39 | 25, 361, 961, 10609                                         |
| 8  | 1, 8, 97336                                                 | 40 | 9, 81, 216, 2704                                            |
| 9  | 16, 27, 216, 64000                                          | 41 | 8, 128, 400                                                 |
| 10 | 2187                                                        | 42 |                                                             |
| 11 | 16, 25, 3125, 3364                                          | 43 | 441                                                         |
| 12 | 4, 2197                                                     | 44 | 81, 100, 125                                                |
| 13 | 36, 243, 4900                                               | 45 | 4, 36, 484, 9216                                            |
| 14 |                                                             | 46 | 243                                                         |
| 15 | 1, 49, 1295029                                              | 47 | 81, 169, 196, 529, 1681, 250000                             |
| 16 | 9, 16, 128                                                  | 48 | 1, 16, 121, 21904                                           |
| 17 | 8, 32, 64, 512, 79507, 140608, 143384152904                 | 49 | 32, 576, 274576                                             |
| 18 | 9, 225, 343                                                 | 50 |                                                             |
| 19 | 8, 81, 125, 324, 503284356                                  | 51 | 49, 625                                                     |
| 20 | 16, 196                                                     | 52 | 144                                                         |
| 21 | 4, 100                                                      | 53 | 676, 24336                                                  |
| 22 | 27, 2187                                                    | 54 | 27, 289                                                     |
| 23 | 4, 9, 121, 2025                                             | 55 | 9, 729, 175561                                              |
| 24 | 1, 8, 25, 1000, 542939080312                                | 56 | 8, 25, 169, 5776                                            |
| 25 | 100, 144                                                    | 57 | 64, 343, 784                                                |
| 26 | 1, 42849, 6436343                                           | 58 |                                                             |
| 27 | 9, 169, 216                                                 | 59 | 841                                                         |
| 28 | 4, 8, 36, 100, 484, 50625, 131044                           | 60 | 4, 196, 2515396, 2535525316                                 |
| 29 | 196                                                         | 61 | 64, 900                                                     |
| 30 | 6859                                                        | 62 |                                                             |
| 31 | 1, 225                                                      | 63 | 1, 81, 961, 183250369                                       |
| 32 | 4, 32, 49, 7744                                             | 64 | 36, 64, 225, 512                                            |